# Эберт, Иоганн Якоб
Иоганн Якоб Эберт (нем. Johann Jacob Ebert; 20 ноября 1737, Бреслау (ныне Вроцлав, Польша) — 18 марта 1805, Виттенберг) — немецкий математик, астроном, журналист, поэт и писатель.

## Биография
С 1756 года обучался в Лейпцигском университете. Слушал лекции по математике и философии Христиана Геллерта и Иоганна Эрнести. В 1761 получил степень магистра. В 1764 году совершил поездку по университетам Германии и Франции.
В 1768 году получил место воспитателя детей российского сенатора Г. Н. Теплова в Санкт-Петербурге.
В следующем году стал профессором математики в университете Виттенберга. Читал лекции по логике, метафизике, риторике и поэтике, которые пользовались большой популярностью.
В 1789 году в Виттенберге по его инициативе была построена обсерватория, в которой он имел возможность заниматься астрономическими исследованиями.
Иоганн Якоб Эберт — автор нескольких учебников по философии и математике. Ему также принадлежит несколько небольших романов, морализаторских сказок и поэтических произведений. В 1781—1784 печатался в Виттенбергском журнале для любителей философии и беллетристики.

## Избранные сочинения
- Учитель, или Всеобщая система воспитания, в которой предложены первыя основания наук особенно нужных молодым людям в двенатцати отделениях. Перевод с 3-го немецкаго издания, исправленнаго и умноженнаго профессорами Иоганном Маттиасом Шреком и Иоганном Иакобом Эбертом [Перевел А. А. Петров].- М.: Унив. тип., у Н. Новикова, 1789
- Краткое руководство к физике: Для употребления в народных училищах Российской империи; [Перевели Толмачев и Зубков]. — 2-м тиснением. — СПб.: [Тип. Брункова], 1797. — [8], 141 с.
- Nähere Unterweisung in den philosophischen und mathematischen Wissenschaften für die obern Classen der Schulen und Gymnasien. Frankfurt und Leipzig 1773.
- Jahrbuch zur belehrenden Unterhaltung für junge Damen, Leipzig 1795—1802 (8. Jahrgänge mit Kupferstichen) 1799 als Digitalisierte Ausgabe der Universitäts- und Landesbibliothek Düsseldorf
- «Wittenbergisches Magazin für Liebhaber der philosophischen und schönen Wissenschaften» 1781-84
- «Tapeten» eine Wochenschrift 1771—1776,
- «Wittenbergerische gelehrte Zeitung» 1778-85
- «Wittenbergisches Wochenblatt» 1801-04
- Sammlung kleiner Romane und moralischer Erzählungen
- Fabeln für Kinder und junge Leute beiderlei Geschlechts 1810 in dritter Auflage vgl. Wittenberger Wochenblatt 1805 S. 97-102